# آني دالتون
آني دالتون (بالإنجليزية: Annie Dalton)‏ (25 ديسمبر 1948، دورست في المملكة المتحدة)؛ كاتِبة وروائية بريطانية. درست في جامعة ووريك.